# Ander
De Ander (Engels: other) is een andere persoon dan de denker of spreker zelf. Op deze manier worden 'de Ander' en 'het Zelf' gedefinieerd in relatie tot elkaar. Zowel de eigen positie als die van 'de Ander' worden bepaald door te definiëren wat deze niet is. In de fenomenologie geeft de term 'de Ander' aan dat deze ondanks mogelijke nabijheid en intimiteit altijd vreemd zal blijven.
Othering (een werkwoord op basis van het Engelse other, in het Nederlands is dat zoiets als 'anderen' of 'tot 'de Ander' maken') is het definiëren en verzekeren van iemands eigen identiteit en positie door het distantiëren van een Ander, vaak op basis van een groepskenmerk. Hierbij wordt de eigen identiteit en positie vaak gedefinieerd als een positieve sociale identiteit die voldoet aan de sociale norm. Bij othering wordt deze Ander negatief neergezet en als anders, vreemd, geclassificeerd. Bekende vormen zijn het distantiëren van de eigen groep van een andere groep op basis van ras, geslacht, geografische ligging, etniciteit, omgeving, sociale positie, sociale klasse, soort of ideologie. In dit onderscheid valt potentieel hiërarchisch en stereotiep denken te onderscheiden, om de eigen positie te verbeteren en als goed neer te zetten.
Othering is daarmee een daad waarbij iemand zich met anderen vergelijkt en tegelijkertijd zich probeert van hen te distantiëren. Daarbij wordt dan gedacht dat mensen en groepen van wie het leven en de historische ervaring afwijken en zich onderscheiden van de eigen ervaring (de 'ware' ervaring) minderwaardig of niet begrijpbaar zijn. Daarbij is er vaak een angst dat 'de Ander' vreemde invloeden zou introduceren en invloed zou uitoefenen op de eigen cultuur en deze daarmee zou bedreigen.
De herkomst van het begrip 'othering' wordt gedacht in Hegels begrip andersheit. Irit Rogoff wordt gezien als de vormgever van het concept. In Nederlandse wetenschappelijke boeken wordt het vaak in het Engels gebruikt en niet vertaald.